# Malaisie aux Jeux du Commonwealth
La Malaisie participe aux Jeux du Commonwealth depuis les Jeux de 1950 à Auckland. Aux Jeux de 1950, 1958 et 1962, le pays est la fédération de Malaisie (Federation of Malaya en anglais). En 1963, celle-ci fusionne avec des colonies britanniques voisines pour devenir la Malaisie actuelle (Malaysia). Ainsi, en 1958 et 1962, les territoires britanniques de Bornéo du Nord et de Sarawak envoient leurs propres délégations aux Jeux, avant de former un seul État avec la Malaisie.
En comptant la participation de la Fédération avant 1963, les Malaisiens ont remporté 188 médailles aux Jeux, dont 54 en or. Peu présents en athlétisme ou en natation, leur discipline sportive de prédilection a été le badminton (vingt-sept médailles d'or, dont tous les titres au doublé hommes depuis 1990 inclus). Dans une moindre mesure, les Malaisiens ont également remporté des succès notables en haltérophilie (dix médailles d'or), en tir sportif (vingt-six médailles dont trois en or), en boulingrin (treize médailles dont trois en or), en gymnastique rythmique (dix-huit médailles dont deux en or), et en plongeon (dix médailles dont deux en or). Par ailleurs, l'haltérophile Amirul Ibrahim détient le record des Jeux (257 kg) dans la catégorie des hommes de moins de 56 kg, établi en 2010. Les Malaisiens détiennent aussi les records des Jeux en bowling hommes simple et doubles, établis à domicile en 1998 dans cette discipline qui ne figure aujourd'hui plus au programme des Jeux.
La Malaisie est le pays hôte des Jeux du Commonwealth de 1998, à Kuala Lumpur, où elle se classe quatrième au tableau des médailles.

## Médailles
Résultats par Jeux :
| Année | Médaille d'or | Médaille d'argent | Médaille de bronze | Total   | Rang    |
| ----- | ------------- | ----------------- | ------------------ | ------- | ------- |
| 1950  | 2             | 1                 | 1                  | 4       | 7e      |
| 1954  | absents       | absents           | absents            | absents | absents |
| 1958  | 0             | 2                 | 0                  | 2       | 15e     |
| 1962  | 0             | 0                 | 1                  | 1       | 17e     |
| 1966  | 2             | 2                 | 1                  | 5       | 12e     |
| 1970  | 5             | 3                 | 4                  | 12      | 15e     |
| 1974  | 4             | 8                 | 3                  | 15      | 15e     |
| 1978  | 5             | 5                 | 5                  | 15      | 12e     |
| 1982  | 5             | 8                 | 3                  | 16      | 13e     |
| 1986  | boycott       | boycott           | boycott            | boycott | boycott |
| 1990  | 13            | 8                 | 11                 | 32      | 10e     |
| 1994  | 6             | 11                | 7                  | 24      | 14e     |
| 1998  | 7             | 10                | 8                  | 25      | 4e      |
| 2002  | 30            | 22                | 17                 | 69      | 8e      |
| 2006  | 22            | 17                | 10                 | 49      | 8e      |
| 2010  | 39            | 26                | 36                 | 101     | 7e      |
| 2014  | 15            | 30                | 19                 | 64      | 12e     |
| Total | 54            | 63                | 71                 | 188     | 11e     |

Athlètes ayant remporté au moins quatre médailles d'or aux Jeux :
| Nom            | Médailles d'or | Jeux       | Discipline    | Épreuves                                  |
| -------------- | -------------- | ---------- | ------------- | ----------------------------------------- |
| Koo Kien Keat  | cinq           | 2006, 2010 | Badminton     | Doubles hommes et mixtes, et équipe mixte |
| Amirul Ibrahim | quatre         | 2002, 2010 | Haltérophilie | 56 kg hommes                              |
| Lee Chong Wei  | quatre         | 2006, 2010 | Badminton     | Simple hommes et équipe mixte             |
| Chin Eei Hui   | quatre         | 2006, 2010 | Badminton     | Simple et doubles femmes, et équipe mixte |